# 多摩美术短期大学
多摩美术短期大学（日语：／ Tama Bijutsu Tanki Daigaku *）是过去一所位于日本东京都世田谷区的私立短期大学。

## 概要

### 简介
- 学校最早可以追溯到1935年即多摩帝国美术学校的创立、短期大学为于1950年开办[1]、由学校法人多摩美术短期大学经营。招収男女学生到1952年[2]、停办于1955年[3]。招生定额是男女100名[注 2][2]

### 历史
- 1950年 多摩美术短期大学成立并同时设置三个学科、以下列举。
  - 绘画科
  - 造型图案科
  - 雕塑科
- 1952年 最后一年招生、次年停止招生[2]（正式停办于1955年3月21日[3]）。

## 学校环境
- 世田谷校区：在了东京都世田谷区[注 1]
- 川崎校园校区：在了神奈川县川崎市[4]

## 历任校长
- 井上忻治：就任短期大学校长从开办到停办[1]

## 组织

### 学科
- 绘画科
- 造型图案科
- 雕塑科

### 业余课程
| - 没有 |

## 相关链接
- 日本短期大学列表